# 沖縄市
沖縄市（おきなわし）は、沖縄本島中部に位置する市。沖縄県内では那覇市に次いで人口が多い。1974年にコザ市と美里村が合併して誕生した。

## 概要

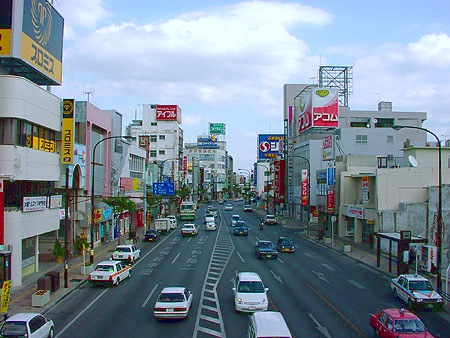
沖縄市の中心街

沖縄県で那覇市に次いで2番目に人口が多い市で、沖縄市都市圏を構成する中心都市である。また鉄道のない市としては、日本一人口の多い市でもある。2015年の国勢調査では人口増加数は沖縄県で最も多く、人口増加率も6.96パーセントを記録し、東京大阪福岡の三大都市圏を除けば最も高い。
嘉手納基地などの米軍基地を多く抱える事情などから、国際色が豊かであり、独自の文化を持つ沖縄県の中でも特に独特の雰囲気を持つ。また、芸能も盛んであり、多くの音楽家を生み出した都市でもある。沖縄県内で最もエイサーが盛んな地域で、沖縄最大規模のエイサー祭り、沖縄全島エイサーまつりは毎年沖縄市コザ運動公園で開催されている。2007年6月13日には「エイサーのまち」宣言をし、エイサー文化の更なる発展に取り組んでいる。コザ地区と美里地区の2地区に区分する時もある（旧コザ市と旧美里村）。

### 市名の由来
コザ市と美里村の合併に当たっては「対等合併」（新設合併）が条件であり、特に合併後の新市名と市役所所在地については合併の成否を左右するほどの課題であった。そこで新市名について公募を実施、384通161種の名称の案の中から「沖縄市」が選ばれた。県に提出された「合併申請書」によれば、新市名選定の理由を「那覇市中心の経済圏の再検討がせまられており（中略）嘉手納空港、泡瀬商港の開発により、沖縄の中枢都市建設を図る」としている。
なお、この公募ではのちに市内の高校の名称となる「美来市」、2005年に同じ沖縄本島中部に誕生する「うるま市」という名称も寄せられている。ちなみに、1958年、周辺の3市村と合併したばかりの那覇市において、「沖縄市」への改称が議論されたことがあったが実現しなかった。

## 地理

### 位置
沖縄本島中部、那覇市の北東約20 kmに位置し、太平洋に面している。
市の商業の中心は国道330号沿いの胡屋十字路からコザ十字路にかけてである。特に、胡屋十字路から嘉手納基地ゲートにかけてのコザゲート通り（旧称：空港通り）や中央パークアベニュー（旧称：センター通り）は米軍人が多く訪れるため、看板に日本語と英語を併記する店が多い。ただ、近年北谷町美浜地区やうるま市（旧具志川市）、北中城村に大型商業施設建設が相次ぎ、商業の衰退を余儀なくされている。
市の南東部、泡瀬地区には昭和62年（1987年）に海邦国体の主会場となった沖縄県総合運動公園があり、その中の施設である沖縄県総合運動公園陸上競技場はサッカー・FC琉球のホームスタジアムとなっている。
また、南西部のコザ運動公園にある沖縄サントリーアリーナは、バスケットボール・琉球ゴールデンキングスのホームアリーナであり、コザしんきんスタジアムは、広島東洋カープの春季キャンプ地となっている。
市東部では中城湾埋め立てによる開発計画が進められているが、泡瀬干潟への影響が大きいとして反対運動も起こっている。
市の北部、嘉手納町や恩納村との市町村境地域を嘉手納飛行場と嘉手納弾薬庫が占める。

### 地形

#### 河川
主な川
- 比謝川

### 地域

#### 大字
沖縄市は、コザ市・美里村が合併して発足したが、コザ市は17字、美里村は石川市として独立した分を除き13字があった。コザ市は村制時は10字だったが、越来村時代に7字を新設し、17字となっていた。美里村は村制以後新設は行われていない。合併に伴い、計30字を沖縄市の字として引き継いだ。
なお、市内の字は、米軍施設として無住地になっているか、住居表示により消滅したものがほとんどである。×印は消滅した地域、★印は米軍施設が置かれており無住の地域。
旧コザ市
- 安慶田（あげだ）×
- 上地（うえち）×
- 宇久田（うくだ）★
- 越来（ごえく）×
- 胡屋（ごや）×
- 大工廻（だくじゃく）★
- 仲宗根（なかそね）×
- 照屋（てるや）×
- 諸見里（もろみざと）×
- 山内（やまうち）×

以下は、第二次大戦後に新設された字である。

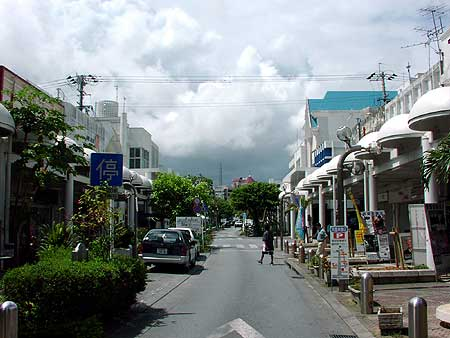
中央パークアベニュー

- 御殿敷（おどんしき）★：大工廻の一部より新設。
- 嘉間良（かまら）×：越来の一部より新設。
- 嘉良川（からがわ）★：越来・上地・大工廻の一部より新設。
- 倉敷（くらしき）：大工廻の一部より新設。郵便局の集配エリアは沖縄美里郵便局管内（美里地域からしか道路が接続していないため）
- 白川（しらかわ）：大工廻の一部より新設。郵便局の集配エリアは沖縄美里郵便局管内（美里地域からしか道路が接続していないため）
- 森根（もりね）★：大工廻の一部より新設。
- 山里（やまざと）×：山内・諸見里の一部より新設。

旧美里村
- 泡瀬（あわせ）×
- 池原（いけはら）×
- 大里（おおざと）×
- 古謝（こじゃ）×
- 高原（たかはら）×
- 知花（ちばな）
- 桃原（とうばる）×
- 登川（のぼりかわ）
- 比屋根（ひやごん）×
- 松本（まつもと）

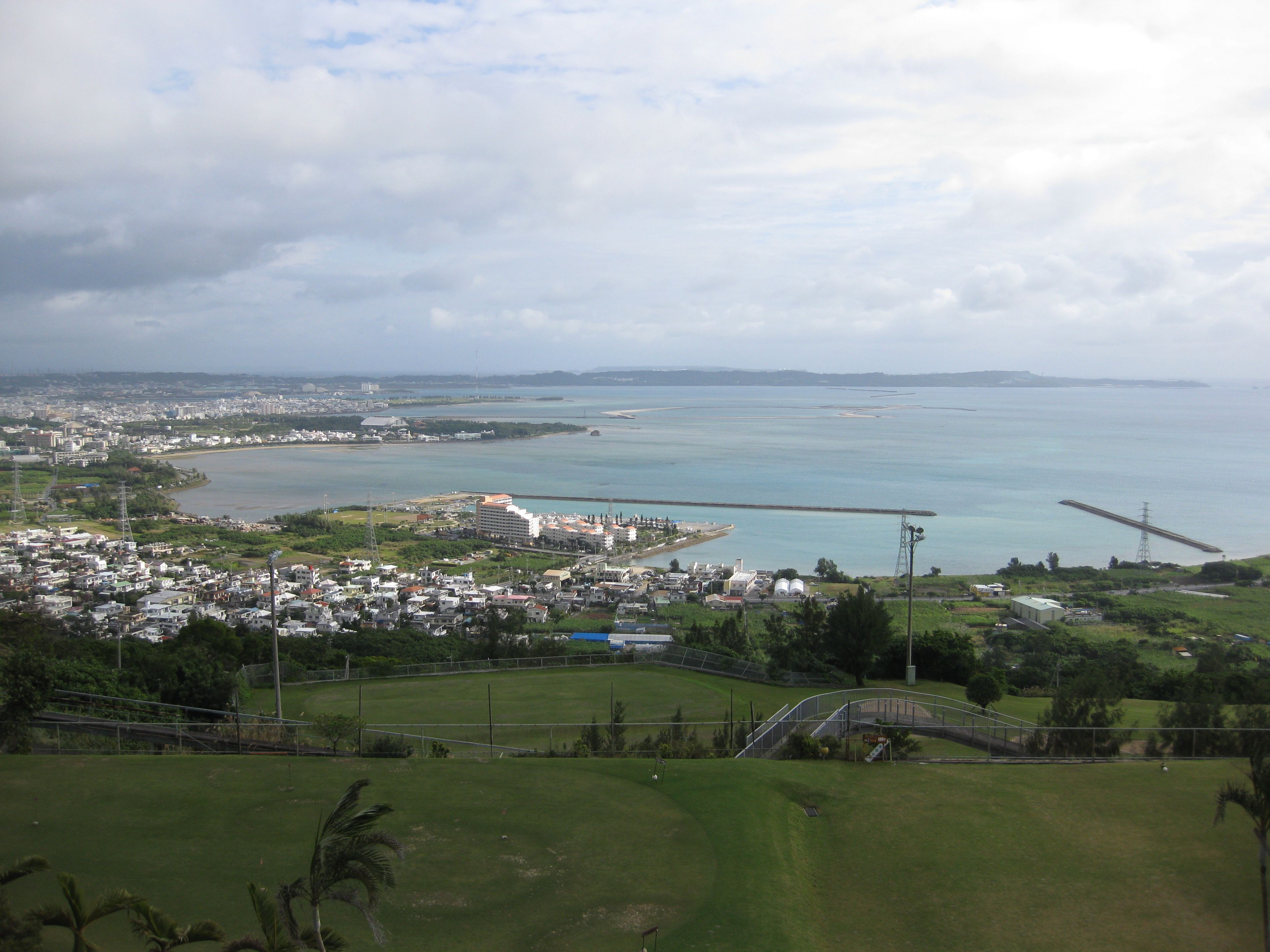
泡瀬干潟

- 美里（みさと） - 1946年、「西原」より改称。
- 宮里（みやざと）×
- 与儀（よぎ）×

#### 未住居表示実施町名
いずれも埋立により新設された町名である。このうち海邦町は一部が住居表示実施された。
- 海邦町（かいほうちょう）- 設置年不詳。
- 潮乃森（しおのもり）- 泡瀬・比屋根地先の埋立地。2018年新設。[4]

#### 住居表示実施町名
以後、設置順に列挙する。後ろの［］内は設置年と旧町字。
- 胡屋（ごや）1〜7丁目［4丁目まで1979年・6丁目まで1987年・7丁目は1998年、胡屋・仲宗根・上地・高原・比屋根］
- 仲宗根町（なかそねちょう）［1979年、仲宗根］
- 室川（むろかわ）1〜2丁目［1980年、仲宗根・安慶田］
- 安慶田（あげだ）1〜5丁目［3丁目まで1980年・4丁目は1987年・5丁目は1998年、安慶田・仲宗根］
- 城前町（しろまえちょう）［1981年、越来・照屋・安慶田・宮里］
- 照屋（てるや）1〜5丁目［4丁目まで1981年・5丁目のみ1987年、照屋・大里・安慶田］
- 中央（ちゅうおう）1〜4丁目［1982年、嘉間良・胡屋・上地・仲宗根］
- 嘉間良（かまら）1〜3丁目［2丁目まで1982年・3丁目は1990年、嘉間良・越来］
- 住吉（すみよし）1〜2丁目［1982年、安慶田・越来・嘉間良・仲宗根］
- 八重島（やえしま）1〜3丁目［2丁目まで1982年・3丁目は1990年、嘉間良・越来・嘉良川］
- 園田（そんだ）1〜3丁目［1984年、胡屋・諸見里・上地］[注釈 1]
- 久保田（くぼた）1〜3丁目［2丁目まで1984年・3丁目は1991年、諸見里・山里］
- 越来（ごえく）1〜3丁目［1985年、越来・美里］
- 美里（みさと）1〜6丁目［3丁目まで1985年・4丁目は1989年・5丁目以降は1990年、美里・宮里・越来］
- 諸見里（もろみざと）1〜3丁目［1986年、諸見里・山里］
- 山内（やまうち）1〜4丁目［1丁目のみ1986年・2丁目以降は1987年、山内］
- 山里（やまざと）1〜3丁目［1丁目のみ1986年・2丁目以降は1987年、山里・山内・諸見里］
- 南桃原（みなみとうばる）1〜4丁目［1987年、大里・山内］
- 宮里（みやざと）1〜4丁目［2丁目まで1988年・3丁目は2000年、4丁目は2012年、宮里・照屋・大里・桃原・古謝］
- 東（ひがし）1〜2丁目［1丁目は1988年・2丁目は2012年、美里・宮里］
- 登川（のぼりかわ）1〜3丁目［1988年、登川］
- 知花（ちばな）1〜6丁目［1丁目は1989年・2丁目は1990年・3丁目以降は2001年、知花・松本・登川］
- 松本（まつもと）1〜7丁目［4丁目まで1989年・6丁目まで1990年・7丁目は2001年、松本・知花・美里］
- 明道（あけみち）1丁目［1989年、松本］
- 泡瀬（あわせ）1〜6丁目［3丁目まで1992年・4丁目は1994年・5丁目以降は1995年、泡瀬・高原・比屋根］
- 大里（おおざと）1〜3丁目［2丁目まで1996年、3丁目は2021年、大里・桃原］
- 高原（たかはら）1〜7丁目［4丁目まで1998年・5丁目以降は2003年、高原・大里・比屋根・泡瀬］
- 海邦（かいほう）1〜2丁目［1998年、海邦町］
- 桃原（とうばる）1〜4丁目［3丁目まで2000年・4丁目は2021年、桃原］
- 比屋根（ひやごん）1〜7丁目［4丁目まで2003年・5丁目以降は2009年、比屋根・高原・与儀］
- 上地（うえち）1〜4丁目［2003年、上地・諸見里・胡屋］
- 池原（いけはら）1〜5丁目［2007年、池原］
- 美原（みはら）1〜4丁目［2007年、松本・美里］
- 与儀（よぎ）1〜3丁目［2011年、与儀］
- 美里仲原町（みさとなかはらちょう）［2012年、美里］
- 古謝（こじゃ）1〜3丁目［2016年、古謝］
- 古謝津嘉山町（こじゃつかざんちょう）［2016年、古謝］

#### 自治会
- 越来
- 城前
- 照屋
- 安慶田
- 室川
- 住吉
- 嘉間良
- 八重島
- センター（「中央」の旧称）
- 胡屋
- 中の町
- 園田
- 諸見里
- 山内
- 山里
- 久保田
- 美里
- 南桃原
- 東
- 宮里
- 吉原
- 松本
- 明道
- 知花
- 登川
- 池原
- 古謝
- 高原
- 大里
- 東桃原
- 比屋根
- 与儀
- 泡瀬
- 泡瀬第1
- 泡瀬第2
- 泡瀬第3
- 海邦町

### 人口
| |                                        |  |
| 沖縄市と全国の年齢別人口分布（2005年） | 沖縄市の年齢・男女別人口分布（2005年） |  |
| ■紫色 ― 沖縄市 ■緑色 ― 日本全国 | ■青色 ― 男性 ■赤色 ― 女性              |  |
| 沖縄市（に相当する地域）の人口の推移 \| 1970年（昭和45年） \| 82,781人 \| \| \| 1975年（昭和50年） \| 91,347人 \| \| \| 1980年（昭和55年） \| 94,851人 \| \| \| 1985年（昭和60年） \| 101,210人 \| \| \| 1990年（平成2年） \| 105,845人 \| \| \| 1995年（平成7年） \| 115,336人 \| \| \| 2000年（平成12年） \| 119,686人 \| \| \| 2005年（平成17年） \| 126,400人 \| \| \| 2010年（平成22年） \| 130,249人 \| \| \| 2015年（平成27年） \| 139,279人 \| \| \| 2020年（令和2年） \| 142,752人 \| \| |                                        |  |
| 総務省統計局 国勢調査より |                                        |  |
| 1970年（昭和45年） | 82,781人                               |  |
| 1975年（昭和50年） | 91,347人                               |  |
| 1980年（昭和55年） | 94,851人                               |  |
| 1985年（昭和60年） | 101,210人                              |  |
| 1990年（平成2年） | 105,845人                              |  |
| 1995年（平成7年） | 115,336人                              |  |
| 2000年（平成12年） | 119,686人                              |  |
| 2005年（平成17年） | 126,400人                              |  |
| 2010年（平成22年） | 130,249人                              |  |
| 2015年（平成27年） | 139,279人                              |  |
| 2020年（令和2年） | 142,752人                              |  |

### 隣接自治体
沖縄県
- うるま市
- 中頭郡嘉手納町
- 中頭郡北谷町
- 中頭郡北中城村
- 中頭郡読谷村
- 国頭郡恩納村

## 歴史

### 沿革
- 寛文6年（1666年） - 越来（ごえく）間切から美里（みさと）間切が分立する。

明治
- 1908年（明治41年） - 沖縄県及島嶼町村制の施行により越来村と美里村が誕生する。

昭和
- 1945年（昭和20年）4月1日 - 沖縄本島西海岸に米軍が上陸。上陸後3日間で市域全域が米軍に占領される（沖縄戦）。
- 1945年（昭和20年）9月7日 - 越来村字森根で米軍第10軍と日本軍第32軍の代表による降伏調印が行われる。
- 太平洋戦争後 - 米軍政府が収容所を拠点に地域の整備を図り、越来村地域に古謝市（胡差市）が誕生。美里村は前原市に吸収される。
- 1946年（昭和21年）4月 - 行政改革により越来村、美里村が再び誕生。米軍が設置した軍政地区により、越来村はコザ地区、美里村は前原地区に編入される。
- 米軍が越来村の胡屋地区をKOZAと呼び、一般の人々もコザと呼ぶようになる（諸説あり）。
- 1956年（昭和31年）6月13日 - コザを村名にしようという要望が多く、越来村からコザ村へ名称を変更。
- 同年7月1日 - コザ村が市制を施行しコザ市誕生。
- 1970年（昭和45年）12月20日 - アメリカ軍政に対する市民の不満が爆発。コザ暴動。
- 1973年（昭和48年）7月 - コザ市と美里村の間で合併協議会が発足。
- 1974年（昭和49年）1月10日 - コザ市・美里村の両議会で合併議案が可決。コザ市議会が順調に合併議案を可決したのに対し、合併反対の声が根強く残っていた美里村議会では20人中9人の議員が欠席する、混乱の中での議案可決であった。

- 1974年（昭和49年）4月1日 - コザ市と美里村が合併して沖縄市誕生。

合併によってコザ市が消滅して40年以上経つ今尚、沖縄市の旧コザ市域はコザの愛称で親しまれている。「美里」と「越来」は市内の町名として隣接して残っており、美来工科高校の名称の由来となっている。
- 2017年（平成29年）12月9日 - 沖縄市での2023年FIBAバスケットボール・ワールドカップ開催が正式決定した[6]。
- 2019年（令和元年）5月1日 - 暴力団排除条例に基づき、上地一帯が暴力団排除特別強化地域に指定[7]。
- 2021年（令和3年）
  - 2月26日 - 沖縄アリーナが竣工。防衛省所管の再編推進事業補助金、内閣府所管の沖縄振興特定事業推進費補助金等が活用された[8]。
  - 4月26日 -「モータースポーツマルチフィールド沖縄」が落成。モータースポーツマルチフィールド沖縄は、「交通安全の普及啓発」や地域活性化を図ることを目的に建設された。この施設は、「県内モータースポーツの聖地化」を推進する事も目的としている。日本自動車連盟（JAF）の基準を満たし、JAFコース公認を県内で初めて取得した。行政施設では全国初[9][10]。

## 行政

### 市長
- 花城大輔[11]

歴代市長
| 代      | 氏名       | 就任日        | 退任日        |
| ------- | ---------- | ------------- | ------------- |
| 初代    | 町田宗徳   | 1974年5月12日 | 1978年5月11日 |
| 2-4代   | 桑江朝幸   | 1978年5月12日 | 1990年5月11日 |
| 5-6代   | 新川秀清   | 1990年5月12日 | 1998年5月11日 |
| 7-8代   | 仲宗根正和 | 1998年5月12日 | 2006年5月11日 |
| 9-10代  | 東門美津子 | 2006年5月12日 | 2014年5月11日 |
| 11-13代 | 桑江朝千夫 | 2014年5月12日 | 2024年12月9日 |
| 14代    | 花城大輔   | 2025年1月27日 | （現職）      |

## 議会

### 市議会
- 定数：30人

会派別構成
- 躍進：8人
- 護憲フォーラム：5人
- 市民クラブ・新風会：5人
- 公明党：4人
- 一志会：3人
- 日本共産党：3人
- 和の会：2人

### 衆議院
- 選挙区：沖縄3区（名護市、沖縄市、うるま市、国頭郡、伊平屋村、伊是名村）
- 任期：2021年10月31日 - 2025年10月30日
- 投票日：2021年10月31日
- 当日有権者数：316,861人
- 投票率：54.00％

| 当落 | 候補者名   | 年齢 | 所属党派   | 新旧別 | 得票数   | 重複 |
| ---- | ---------- | ---- | ---------- | ------ | -------- | ---- |
| 当   | 島尻安伊子 | 56   | 自由民主党 | 新     | 87,710票 | ○    |
|      | 屋良朝博   | 59   | 立憲民主党 | 前     | 80,496票 | ○    |

## 軍事基地
米軍基地と自衛隊基地の沖縄市における合計面積は5565.3haで、沖縄市の面積の17.6%を占める。

### 自衛隊
| 自衛隊基地                                           | 総面積 | 沖縄市域       |
| ---------------------------------------------------- | ------ | -------------- |
| 陸上自衛隊那覇駐屯地白川高射教育訓練場（白川分屯地） | 15.7ha | 11.9ha (75.8%) |
| 陸上自衛隊沖縄訓練場 (射撃訓練施設)                  | 57ha   | 57ha (100%)    |

### 米軍基地
沖縄市における米軍基地の概要 (2018年現在) 
|         | 米軍基地                         | 総面積  | 沖縄市域      |
| ------- | -------------------------------- | ------- | ------------- |
| FAC6037 | 嘉手納飛行場（空軍）             | 1,986ha | 743ha (37.4%) |
| FAC6022 | 嘉手納弾薬庫地区（空軍・海兵隊） | 2,659ha | 803ha (30.2%) |
| FAC6032 | キャンプ・シールズ（海軍・空軍） | 70ha    | 70ha (100%)   |
| FAC6044 | キャンプ瑞慶覧（海兵隊）         | 545ha   | 17.6ha (3.2%) |
| FAC6046 | 泡瀬通信施設（海軍）             | 55.2ha  | 55.2ha (100%) |
| FAC6076 | 陸軍貯油施設（陸軍）             | 128ha   | 1.4ha (1.1%)  |

## 施設

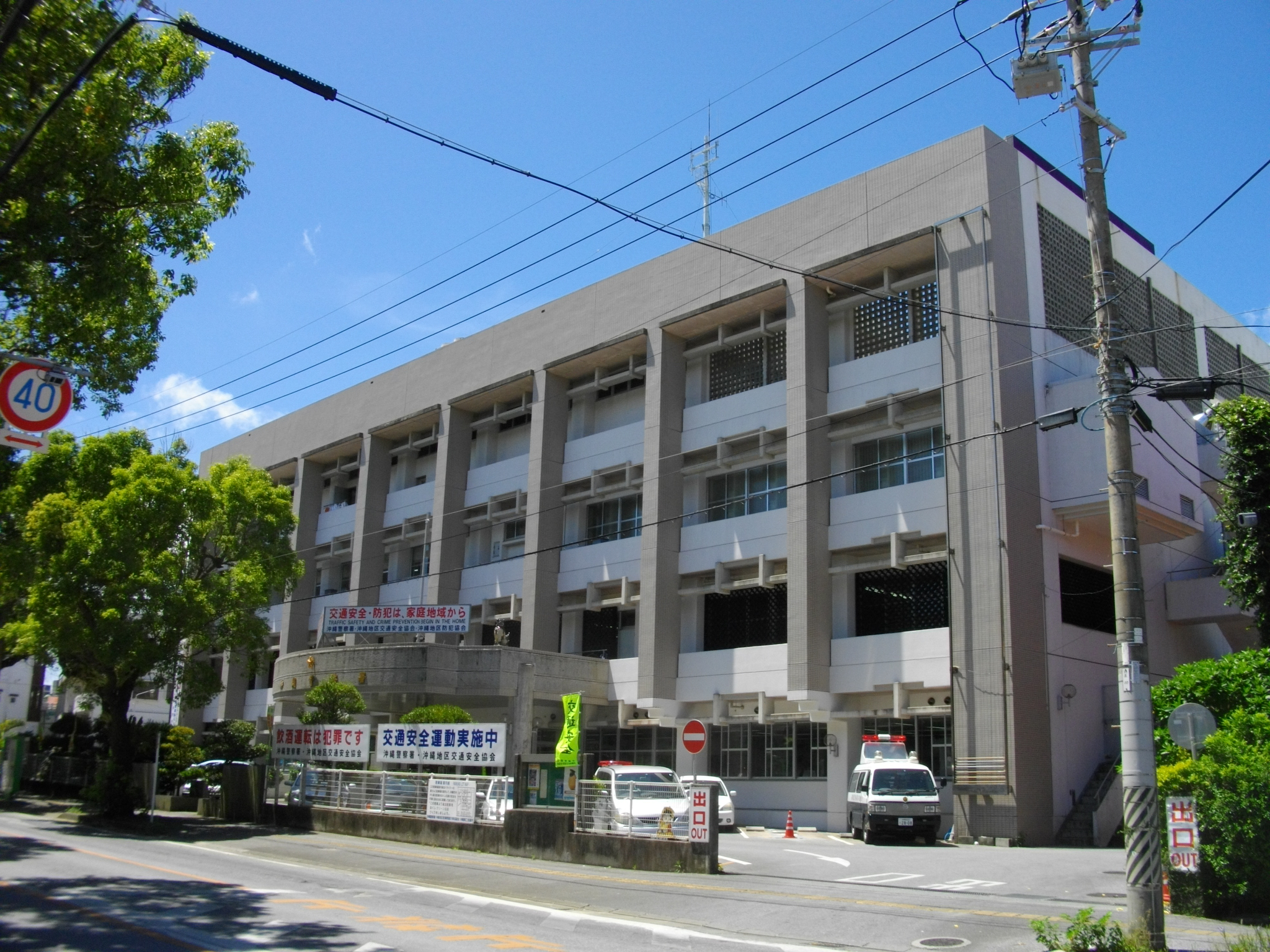
沖縄警察署

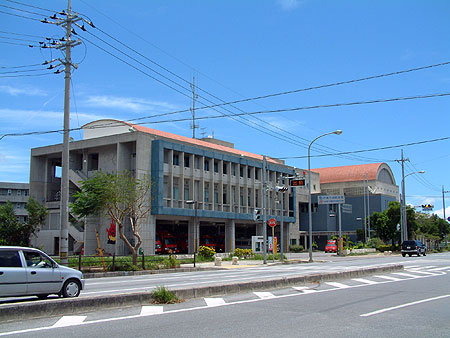
沖縄市消防本部

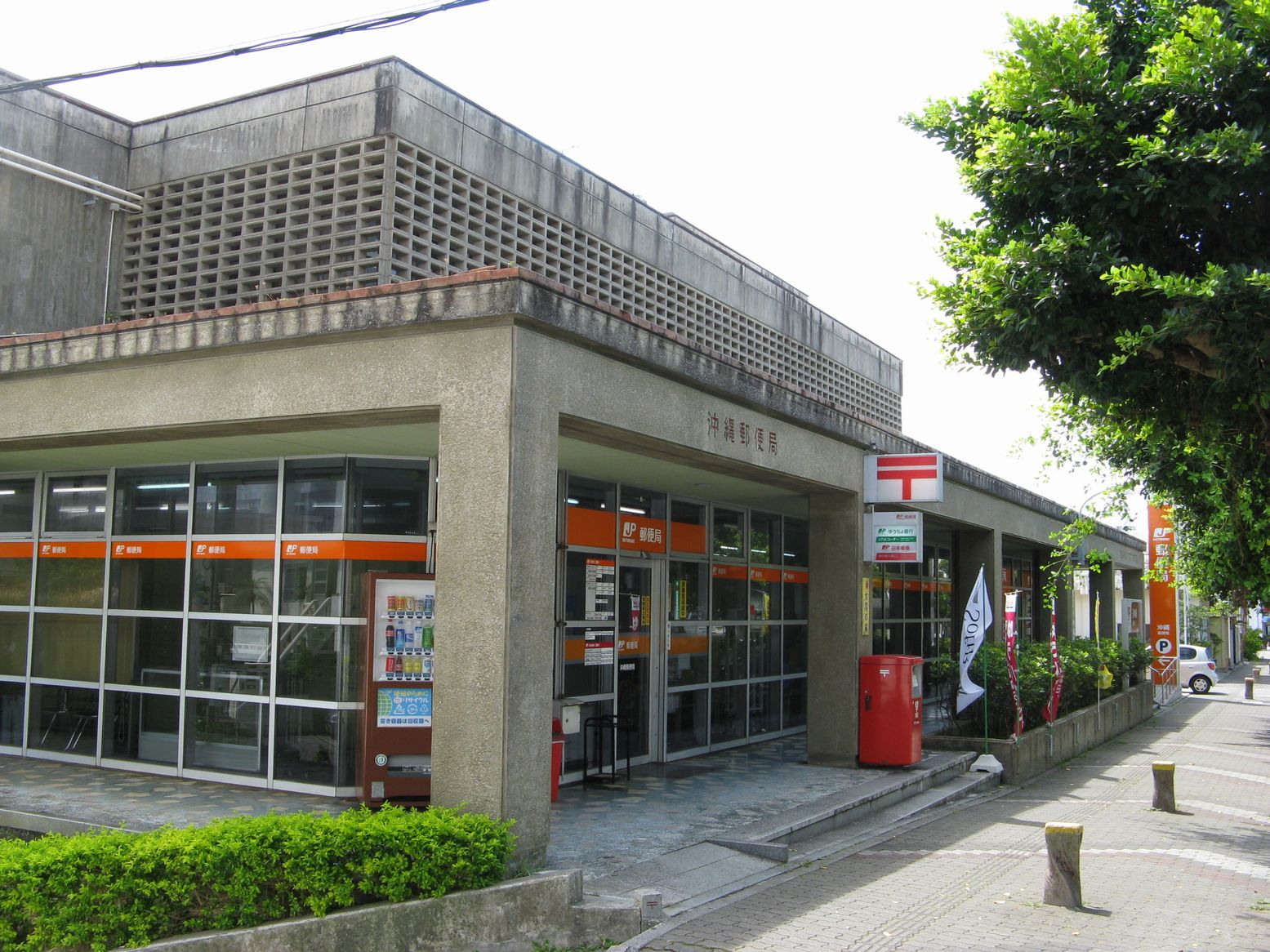
沖縄郵便局

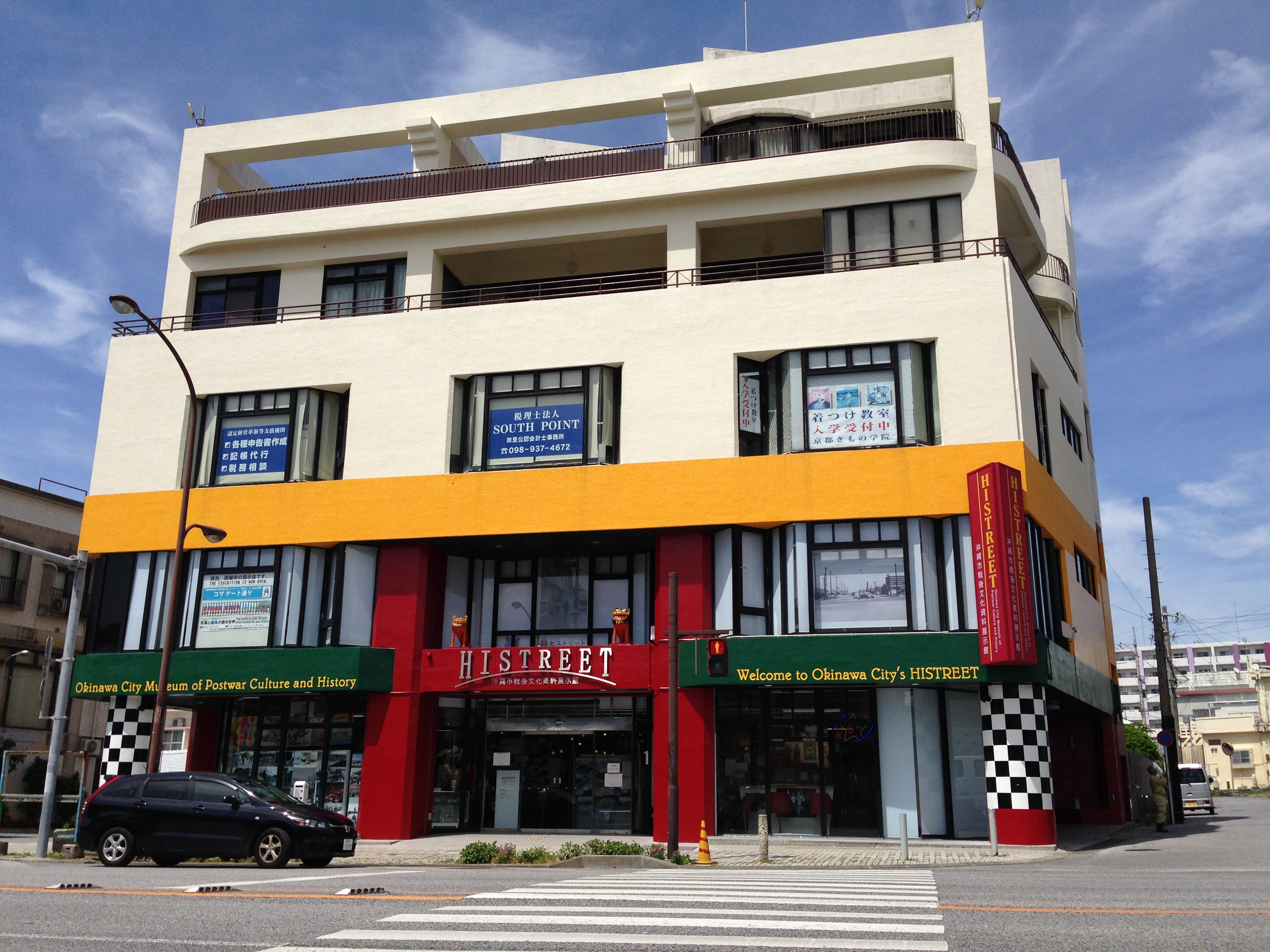
沖縄市戦後文化資料展示館ヒストリート

### 警察
本部
- 沖縄県警察 沖縄警察署 - 管轄区域は沖縄市と中頭郡北谷町、北中城村である。

交番
- コザ交番（沖縄市胡屋に所在の大型交番であり、交番所長は警部である。）
- 越来交番（沖縄市越来）
- 知花交番（沖縄市知花）
- 中之町交番（沖縄市上地）
- 桃原交番（沖縄市南桃原）
- 泡瀬交番（沖縄市泡瀬）

### 消防
本部
- 沖縄市消防本部

消防署
- 沖縄市消防署（沖縄市美里五丁目29番1号）
  - 山内出張所（沖縄市山内一丁目12番10号）
  - 泡瀬出張所（沖縄市泡瀬一丁目11番3号）

### 医療
主な病院
- 松川歯科医院

### 郵便局
主な郵便局
- 安慶田郵便局
- 泡瀬郵便局
- 沖縄かりゆし郵便局
- 沖縄高原郵便局
- 沖縄照屋郵便局
- 沖縄パークアベニュー郵便局
- 沖縄美里郵便局
- 沖縄郵便局
- 越来郵便局
- 知花郵便局
- 松本郵便局
- 諸見郵便局
- 山里郵便局

### 図書館
主な図書館
- 沖縄市立図書館

### 文化施設
- 沖縄市民会館
- 沖縄市立中央公民館
- 沖縄市立芸能館
- 沖縄市民小劇場あしびなー
- 沖縄市立郷土博物館
- 沖縄市立図書館
- 沖縄市戦後文化資料展示館ヒストリート
- くすぬち平和文化館

### 運動施設
- 沖縄県総合運動公園
  - 沖縄県総合運動公園陸上競技場（ひやごんスタジアム）
  - 沖縄県総合運動公園自転車競技場
- 沖縄市総合運動場
  - 沖縄市野球場
  - 沖縄市体育館
  - 沖縄市陸上競技場
- 沖縄アリーナ

## 対外関係

### 姉妹都市・提携都市

#### 国内
兄弟都市
- 豊中市（近畿地方 大阪府）
  - 1974年11月3日 - 兄弟都市提携

姉妹都市
- 米沢市（東北地方 山形県）
  - 1994年4月1日 - 姉妹都市提携

提携都市
- 町田市（関東地方 東京都）
  - 1999年6月13日 - 交流都市締結
- 東海市（中部地方 愛知県）
  - 2008年11月7日 - 災害時相互応援協定を締結

#### 海外
姉妹都市
- レイクウッド市（アメリカ合衆国 ワシントン州）
  - 2002年1月16日 - 姉妹都市提携調印

## 経済

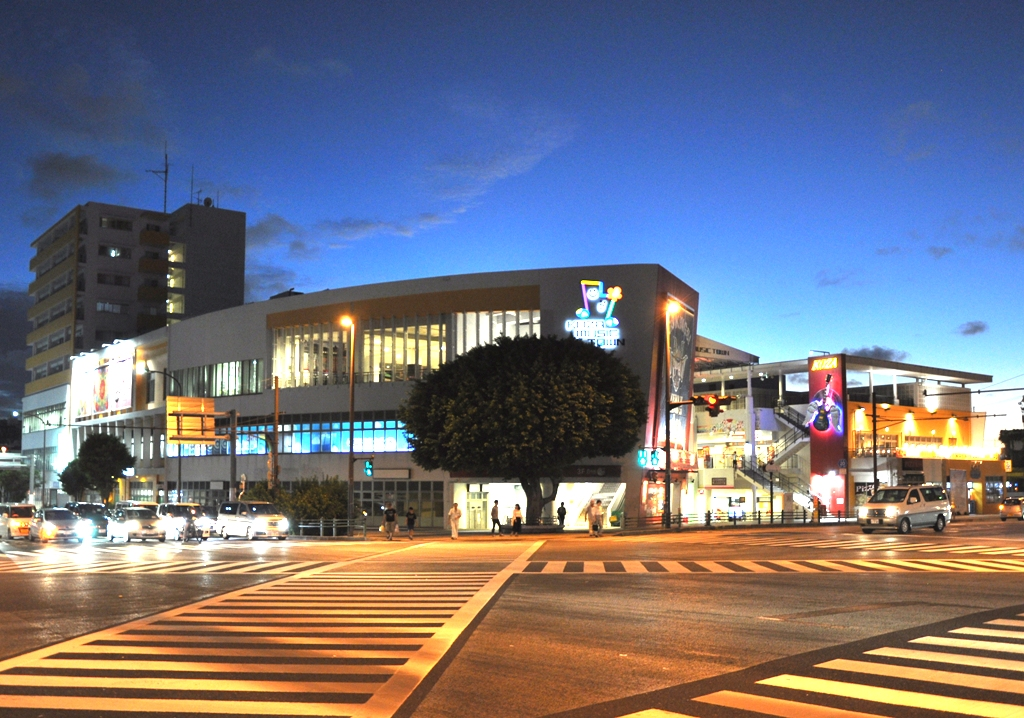
コザ・ミュージックタウン

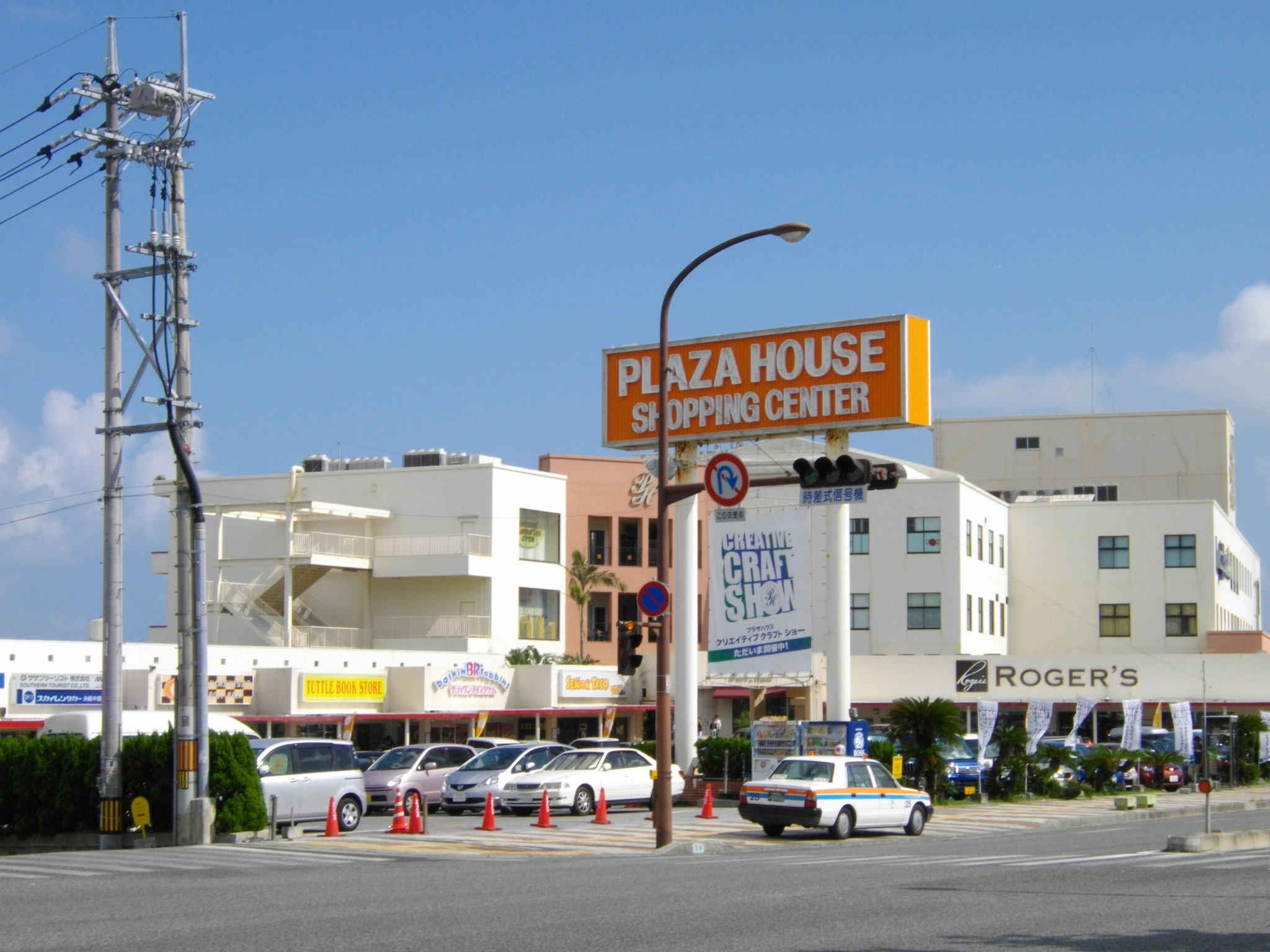
プラザハウスショッピングセンター

### 第一次産業

#### 農業
農業協同組合
- 沖縄県農業協同組合（JA沖縄）
  - コザ支店
  - 越来支店
  - 諸見支店
  - 美里支店
  - 登川支店
  - 高原支店

### 第三次産業

#### 商業
主な商業施設
- コープおきなわ山内店・美里店
- コザ・ミュージックタウン
- コリンザ
- プラザハウスショッピングセンター - 日本最初のショッピングモールと言われている。

#### サービス業
- 琉球フットボールクラブ
- 沖縄バスケットボール
- メガネ1番

## 情報通信

### マスメディア

#### 放送局
ラジオ
- コミュニティFM - 県内では那覇市・宜野湾市と共に、1市2局体制となっている。
  - FMコザ
  - 沖縄ラジオ

テレビ
- ケーブルテレビ局
  - 琉球マルチメディアケーブルネットワーク - 現在は本社のある泡瀬の一部のみ

#### 中継局
- 県域地上波テレビ中継局
  - 胡屋中継局（沖縄市役所屋上に設置、市役所周辺を放送エリアとしている）
  - 高原テレビ中継局

## 教育

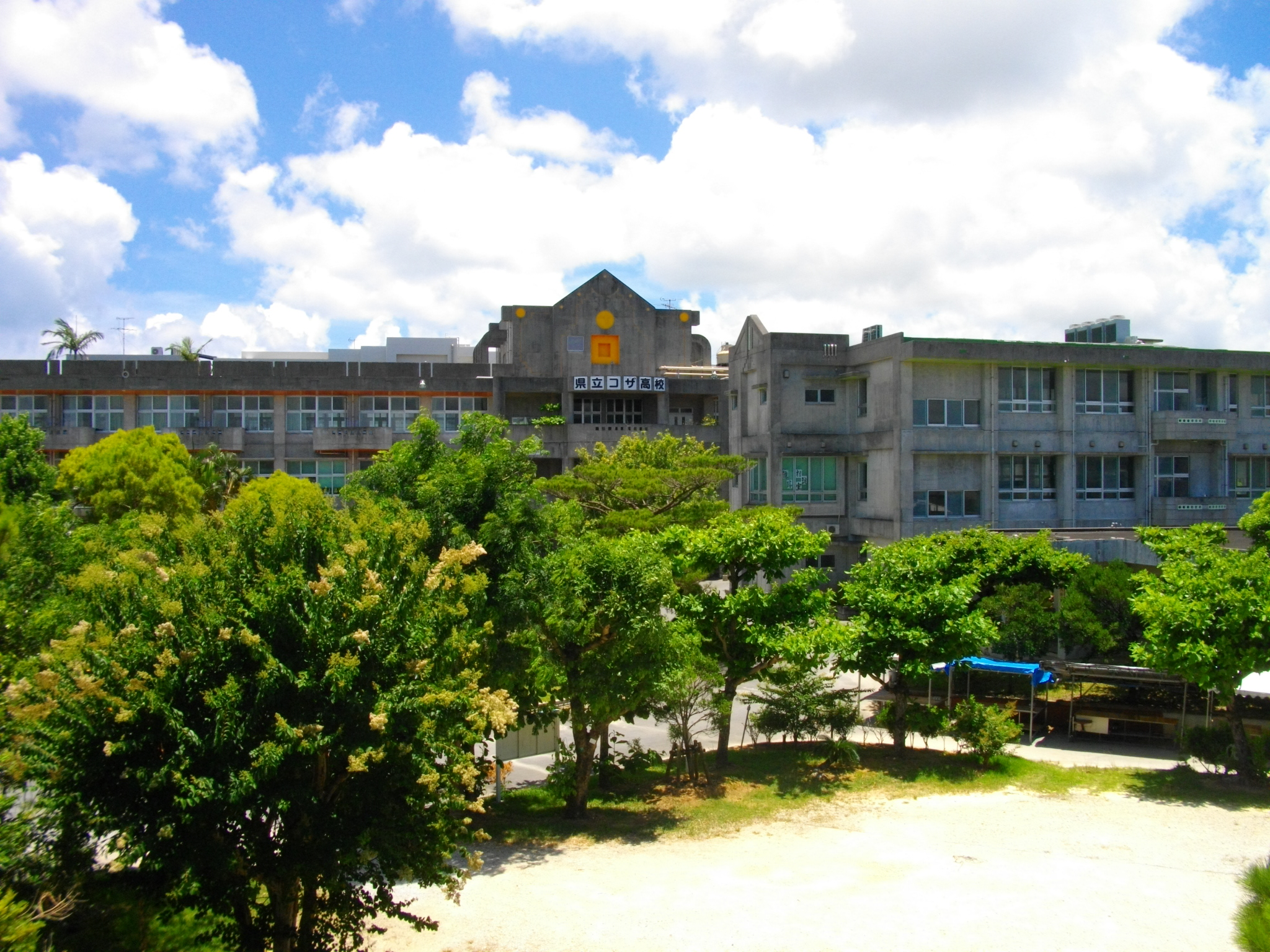
沖縄県立コザ高等学校

### 大学
私立
- 星槎大学 沖縄学習センター

### 高等学校
県立
- 沖縄県立コザ高等学校
- 沖縄県立美里高等学校
- 沖縄県立美来工科高等学校
- 沖縄県立美里工業高等学校
- 沖縄県立球陽高等学校※中高併設

私立
- 星槎国際高等学校沖縄学習センター

### 中学校
市立
- 沖縄県立球陽中学校※中高併設
- 沖縄市立安慶田中学校
- 沖縄市立沖縄東中学校
- 沖縄市立越来中学校
- 沖縄市立コザ中学校
- 沖縄市立美東中学校
- 沖縄市立美里中学校
- 沖縄市立宮里中学校
- 沖縄市立山内中学校

### 小学校
市立
- 沖縄市立安慶田小学校
- 沖縄市立泡瀬小学校
- 沖縄市立北美小学校
- 沖縄市立越来小学校
- 沖縄市立コザ小学校
- 沖縄市立島袋小学校
- 沖縄市立高原小学校
- 沖縄市立中の町小学校
- 沖縄市立美東小学校
- 沖縄市立比屋根小学校
- 沖縄市立美里小学校
- 沖縄市立美原小学校
- 沖縄市立宮里小学校
- 沖縄市立室川小学校
- 沖縄市立諸見小学校
- 沖縄市立山内小学校

町立
- 北谷町立北谷小学校※沖縄市内に立地。また、委託調整により山内小学校区域の一部地域の児童も通学している。

私立
- ニューライフアカデミー（アメリカンスクール）

### アメリカ軍立
DoDEA (嘉手納飛行場アメリカ軍立):
- ボブ・ホープ・エレメンタリースクール [16]
- カデナ・エレメンタリースクール [17]
- Ralph F. Stearley Primary School[18]
- Amelia Earhart Intermediate School[19]
- カデナ・ミドルスクール[20]
- Ryukyu・ミドルスクール[21]
- カデナ・ハイスクール[22]

### 職業能力開発校
職業能力開発大学校
- 沖縄職業能力開発大学校

## 交通

### バス
一覧
下表の運行会社の「琉球」は琉球バス交通の路線、「沖縄」は沖縄バスの路線、「那覇」は那覇バスの路線、「東陽」は東陽バスの路線、複数表記は共同運行路線。 ※BT=バスターミナル
| 番号                           | 路線名                  | 運行会社                | 起点                               | 終点                     | 市町村 | 沖縄市内の主な経由地                                 |
| 沖縄市内一般道経由             | 沖縄市内一般道経由      | 沖縄市内一般道経由      | 沖縄市内一般道経由                 | 沖縄市内一般道経由       | 沖縄市内一般道経由                                                                                         | 沖縄市内一般道経由                                   |
| ------------------------------ | ----------------------- | ----------------------- | ---------------------------------- | ------------------------ | --- | ---------------------------------------------------- |
| 21                             | 新都心具志川線          | 琉球                    | 那覇BT                             | 具志川BT                 | 那覇市 - 浦添市 - 宜野湾市 - 北中城村 - 沖縄市 - うるま市                                                  | 山里、園田、中の町、胡屋、コザ、美里入口             |
| 23                             | 具志川線                | 琉球                    | 那覇空港 那覇BT                    | 具志川BT                 | 那覇市 - 浦添市 - 宜野湾市 - 北中城村 - 沖縄市 - うるま市                                                  | 山里、園田、中の町、胡屋、コザ、美里入口             |
| 24                             | 那覇大謝名線            | 琉球                    | 那覇BT                             | 具志川BT                 | 那覇市 - 浦添市 - 宜野湾市 - 北中城村 - 沖縄市 - うるま市                                                  | 山里、園田、中の町、胡屋、コザ、美里入口             |
| 27                             | 屋慶名（大謝名）線      | 沖縄                    | 那覇BT                             | 屋慶名BT                 | 那覇市 - 浦添市 - 宜野湾市 - 北中城村 - 沖縄市 - うるま市                                                  | 山里、園田、中の町、胡屋、コザ、美里入口             |
| 30                             | 泡瀬東線                | 東陽                    | 那覇BT                             | 泡瀬営業所               | 那覇市 - 南風原町 - 与那原町 - 西原町 - 中城村 - 北中城村 - 沖縄市 - うるま市                              | 比屋根、高原、コザ、美里高校                         |
| 31                             | 泡瀬西線                | 東陽                    | 那覇BT                             | 泡瀬営業所               | 那覇市 - 浦添市 - 宜野湾市 - 北中城村 - 沖縄市 - うるま市                                                  | 山里、園田、中の町、胡屋、コザ、美里入口             |
| 52                             | 与勝線                  | 沖縄                    | 那覇BT                             | 屋慶名BT                 | 那覇市 - 浦添市 - 宜野湾市 - 北中城村 - 沖縄市 - うるま市                                                  | 比屋根、高原、コザ、美里入口                         |
| 61                             | 前原線                  | 沖縄                    | 真志喜駐車場                       | 屋慶名BT                 | 宜野湾市 - 北中城村 - 沖縄市 - うるま市                                                                    | 比屋根、高原、コザ、美里入口                         |
| 62                             | 中部線                  | 琉球                    | 読谷BT                             | 砂辺駐機場               | 読谷村 - 嘉手納町 - 沖縄市 - 北谷町                                                                        | 白川、知花、コザ、胡屋、中の町、園田、山里、球陽高校 |
| 63                             | 謝苅線                  | 琉球                    | 那覇BT                             | 具志川BT                 | 那覇市 - 浦添市 - 宜野湾市 - 北谷町 - 沖縄市 - うるま市                                                    | 球陽高校、山里、園田、中の町、胡屋、コザ、美里団地   |
| 75                             | 石川北谷線              | 琉球                    | 東山駐車場                         | 北谷町老人福祉センター   | うるま市 - 沖縄市 - 北谷町                                                                                 | 登川、知花、コザ、胡屋、中の町、園田、山里、球陽高校 |
| 77                             | 名護東（辺野古）線      | 沖縄                    | 那覇BT                             | 名護BT                   | 那覇市 - 浦添市 - 宜野湾市 - 北中城村 - 沖縄市 - うるま市 - 金武町 - 宜野座村 - 名護市                     | 山里、園田、中の町、胡屋、コザ、美里入口             |
| 80                             | 与那城線                | 沖縄                    | 那覇BT                             | 屋慶名BT                 | 那覇市 - 浦添市 - 宜野湾市 - 北中城村 - 沖縄市 - うるま市                                                  | 山里、園田、中の町、胡屋、コザ、美里入口             |
| 90                             | 知花（バイパス）線      | 琉球                    | 那覇BT                             | 具志川BT                 | 那覇市 - 浦添市 - 宜野湾市 - 北中城村 - 沖縄市 - うるま市                                                  | 山里、園田、中の町、胡屋、コザ、知花、登川           |
| 93                             | 屋慶名〜イオンモール線  | 沖縄                    | 屋慶名BT                           | イオンモール沖縄ライカム | うるま市 - 沖縄市 - 北中城村                                                                               | 美里入口、コザ、胡屋、中の町、園田、山里             |
| 110                            | 長田具志川線            | 琉球                    | 那覇BT                             | 具志川BT                 | 那覇市 - 浦添市 - 宜野湾市 - 北中城村 - 沖縄市 - うるま市                                                  | 山里、園田、中の町、胡屋、コザ、宮里中学校           |
| 112                            | 国体道路線              | 琉球                    | 那覇BT                             | 具志川BT                 | 那覇市 - 浦添市 - 宜野湾市 - 北谷町 - 沖縄市 - うるま市                                                    | 球陽高校、山里、園田、中の町、胡屋、コザ、美里入口   |
| 113                            | 具志川空港線            | 琉球                    | 那覇空港                           | 具志川BT                 | 那覇市 - 南風原町 - 西原町 - 宜野湾市 - 中城村 - 北中城村 - 沖縄市 - うるま市                              | 球陽高校、山里、園田、中の町、胡屋、コザ、美里入口   |
| 123                            | 石川空港線              | 琉球                    | 那覇空港                           | 東山駐車場               | 那覇市 - 南風原町 - 西原町 - 宜野湾市 - 中城村 - 北中城村 - 沖縄市 - うるま市                              | 球陽高校、山里、園田、中の町、胡屋、コザ、知花、登川 |
| 127                            | 屋慶名（高速）線        | 沖縄                    | 那覇BT                             | 屋慶名BT                 | 那覇市 - 南風原町 - 西原町 - 宜野湾市 - 中城村 - 北中城村 - 沖縄市 - うるま市                              | 球陽高校、山里、園田、中の町、胡屋、コザ、美里入口   |
| 190                            | 知花空港線              | 琉球                    | 那覇空港                           | 具志川BT                 | 那覇市 - 浦添市 - 宜野湾市 - 北中城村 - 沖縄市 - うるま市                                                  | 山里、園田、中の町、胡屋、コザ、知花、登川           |
| 223                            | 具志川おもろまち線      | 琉球                    | おもろまち駅前広場                 | 具志川BT                 | 那覇市 - 浦添市 - 宜野湾市 - 北中城村 - 沖縄市 - うるま市                                                  | 山里、園田、中の町、胡屋、コザ、美里入口             |
| 227                            | 屋慶名おもろまち線      | 沖縄                    | おもろまち駅前広場                 | 屋慶名BT                 | 那覇市 - 浦添市 - 宜野湾市 - 北中城村 - 沖縄市 - うるま市                                                  | 山里、園田、中の町、胡屋、コザ、美里入口             |
| 263                            | 謝苅おもろまち線        | 琉球                    | おもろまち駅前広場                 | 具志川BT                 | 那覇市 - 浦添市 - 宜野湾市 - 北谷町 - 沖縄市 - うるま市                                                    | 球陽高校、山里、園田、中の町、胡屋、コザ、美里団地   |
| 331                            | 急行バス                | 東陽                    | 那覇BT                             | 泡瀬営業所               | 那覇市 - 浦添市 - 宜野湾市 - 北谷町 - 沖縄市 - うるま市                                                    | 山里、コザ、美里入口                                 |
| 777                            | 急行バス                | 沖縄                    | 那覇BT                             | 屋慶名BT                 | 那覇市 - 浦添市 - 宜野湾市 - 北谷町 - 沖縄市 - うるま市                                                    | 山里、コザ、美里入口                                 |
| 中部ルート                     | 中部ルート              | 東陽                    | 中部興産沖縄市役所前（起終点）     | 沖縄市中心市街地循環バス | 沖縄市中心市街地循環バス                                                                                   | 字松本、銀天街（コザ十字路）、BCコザ                 |
| 東部ルート                     | 東部ルート              | 東陽                    | 沖縄県総合運動公園中央口（起終点） | 沖縄市中心市街地循環バス | 沖縄市中心市街地循環バス                                                                                   | 中部興産沖縄市役所前（一部便）、大里、泡瀬           |
| 西部ルート                     | 西部ルート              | 琉球                    | 中部興産沖縄市役所前（起終点）     | 沖縄市中心市街地循環バス | 沖縄市中心市街地循環バス                                                                                   | 沖縄こどもの国、コザ運動公園、BCコザ                 |
| 北部ルート                     | 北部ルート              | 琉球                    | かりゆし園前（起終点）             | 沖縄市中心市街地循環バス | 沖縄市中心市街地循環バス                                                                                   | 知花、BCコザ（一部便）、美里、登川                   |
| 沖縄市内全区間沖縄自動車道経由 |                         |                         |                                    |                          | |                                                      |
| 111                            | 高速バス                | 琉球 沖縄 那覇 東陽     | 那覇空港                           | 名護BT                   | 那覇市 - 南風原町 - 西原町 - 宜野湾市 - 中城村 - 北中城村 - 沖縄市 - うるま市 - 金武町 - 宜野座村 - 名護市 | 山里、沖縄南IC、池武当、沖縄北IC                     |
| 117                            | 高速バス（美ら海直行）  | 琉球 沖縄 那覇          | 那覇空港                           | ホテルオリオンモトブ     | 那覇市 - 南風原町 - 西原町 - 宜野湾市 - 中城村 - 北中城村 - 沖縄市 - うるま市 - 名護市 - 本部町            | 山里、沖縄南IC、池武当、沖縄北IC                     |
| 888                            | やんばる急行バス 空港線 | やんばる急行バス 空港線 | 那覇空港                           | 運天港                   | 那覇市 - 浦添市 - 宜野湾市 - 中城村 - 北中城村 - 沖縄市 - 名護市 - 本部町 - 今帰仁村                       | 山里、池武当                                         |

#### 路線バス
一般路線バスは琉球バス交通・沖縄バス・東陽バスの3社による運行である。那覇バスは前身の那覇交通時代に乗り入れたものの、経営合理化で2004年までに沖縄市内の路線が全廃され、高速バスのみの運行となっている。那覇市・うるま市・名護市など沖縄本島内各地へ運行している。沖縄市内を通るすべての一般路線がコザ十字路付近にあるコザバス停を経由しており、大型時刻表等ではコザバス停が沖縄市の中心駅（バス停）とされている。市役所最寄りバス停はコザの少し西側にある胡屋十字路付近にある胡屋バス停である。
また、沖縄市中心部を循環運行するコミュニティバスの沖縄市循環バスが運行されている。琉球バス交通に委託運行する西部・北部ルートと、東陽バスに委託運行する中部・東部ルートの4路線。

#### 高速バス
高速バスは市内の沖縄自動車道を通り抜けるのは琉球バス交通・沖縄バス・那覇バス・東陽バスの4社で共同運行する111番、琉球バス交通・沖縄バス・那覇バスの3社で共同運行する117番、沖縄中央観光が運行するやんばる急行バスの3路線。111・117番高速バスは高速道路外のIC併設のバス停留所にも停車する。やんばる急行バスは沖縄自動車道上の山里・池武当バス停のみに停車する。ほかに、沖縄市街地と那覇市を高速道路経由で結ぶ路線もある。

### 道路

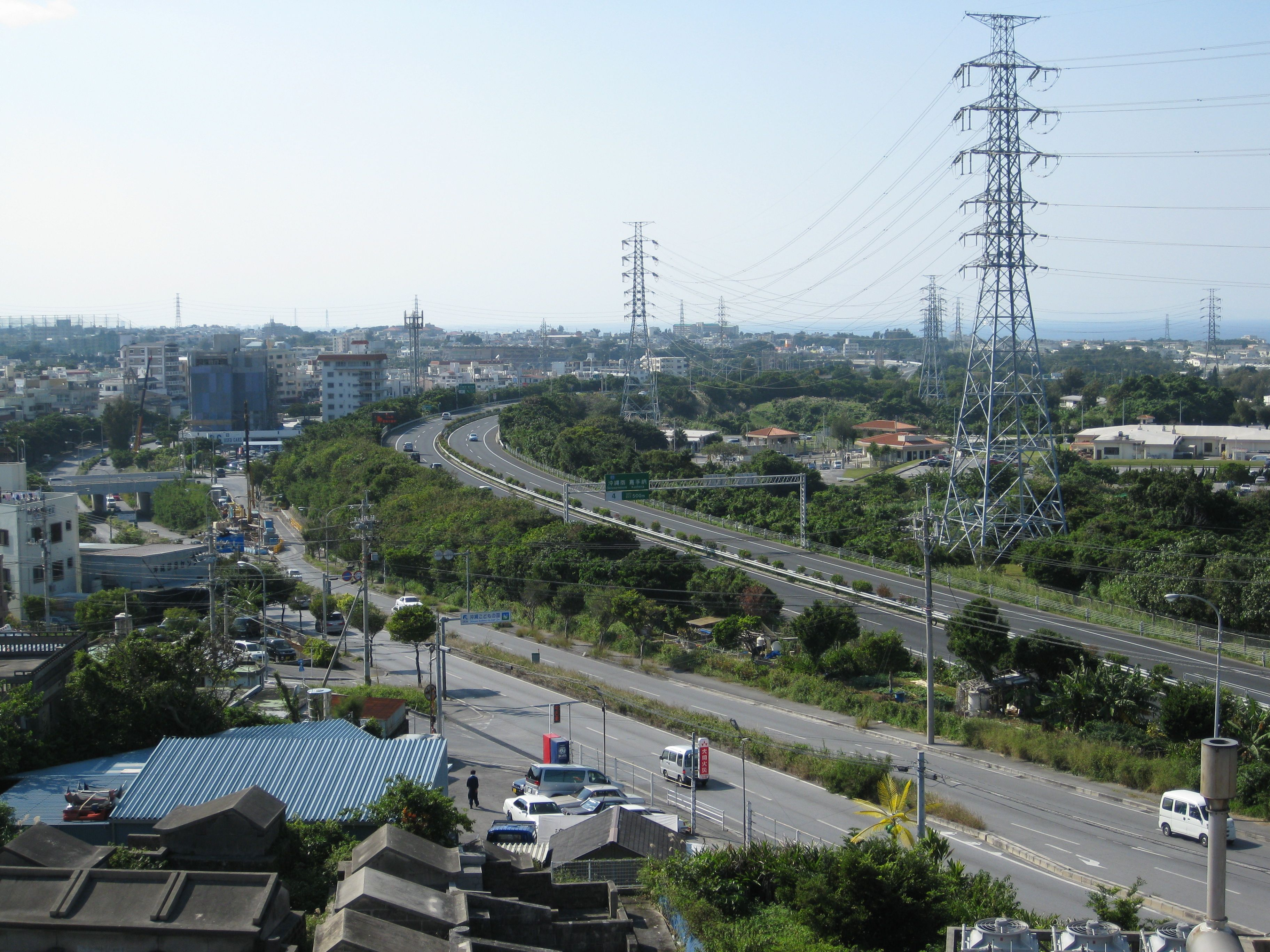
沖縄自動車道 沖縄南IC付近

#### 高速道路
- 沖縄自動車道
- ：- 沖縄南IC - 沖縄北IC -

#### 国道
- 国道329号
  - 石川バイパス
- 国道330号

#### 県道
主要地方道
- 沖縄県道74号沖縄嘉手納線
- 沖縄県道75号沖縄石川線
- 沖縄県道23号沖縄北谷線（国体道路）
- 沖縄県道85号沖縄環状線

一般県道
- 沖縄県道16号線
- 沖縄県道20号線（コザゲート通り）
- 沖縄県道22号線
- 沖縄県道24号線
- 沖縄県道26号線
- 沖縄県道33号具志川沖縄線
- 沖縄県道36号線
- 沖縄県道224号具志川環状線
- 沖縄県道227号沖縄県総合運動公園線
- 沖縄県道255号石川池原線（石川バイパス開通前の旧国道329号）

## 観光

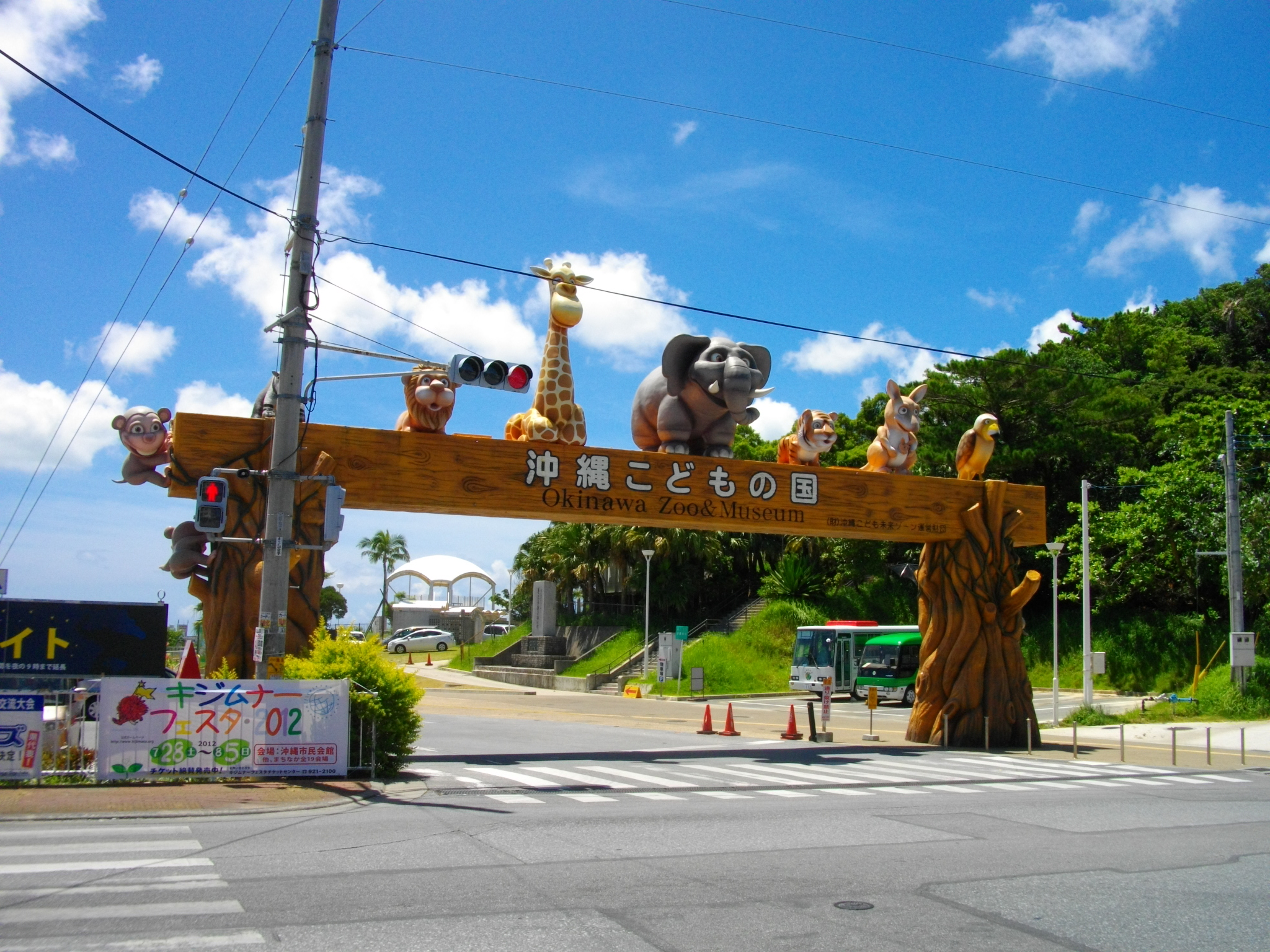
沖縄こどもの国

### 名所・旧跡
主な城郭
- 知花城（グスク）

主な寺院
- 遍照寺

主な遺跡
- 室川貝塚

主な史跡
- 鬼大城の墓

### 観光スポット
- コザ・ミュージックタウン
- 沖縄こどもの国
- 東南植物楽園
- 泡瀬干潟
- 倉敷ダム

## 文化・名物

### 祭事・催事
- 沖縄全島エイサーまつり
- オリオン・ビアフェスト
- ピースフルラブ・ロックフェスティバル
- おきなわマラソン
- 沖縄国際カーニバル
- 沖縄サンバカーニバル
- 沖縄市産業まつり
- 沖縄市国際交流フェスティバル
- オキナワモーターショー（旧コザモータースポーツフェスティバル）

### スポーツ

#### サッカー
- FC琉球（Jリーグ・J3）

#### バスケットボール
- 琉球ゴールデンキングス（Bリーグ・B1）

## 出身関連著名人
- 安次嶺希和子 - 歌手。
- 新川秀清 - 政治家、元沖縄市長、沖縄県議会議員。
- 新城真司 - 元男子バスケットボール選手。
- 有銘琴絵 - ラジオパーソナリティ
- クリス - お笑い芸人・ありんくりん、本名：伊保クリス。
- いっこく堂 - 腹話術師
- 糸数敬作 - 元プロ野球選手
- 糸数美樹 - ラジオパーソナリティ、ローカルタレント
- 伊良部秀輝 - 元プロ野球選手・故人
- ISSA（DA PUMP） - 歌手、ラッパー、ダンサー、俳優
- 上与那原寛和 - 車いすレース選手
- 内間安路 - サッカー選手
- 大谷真惟 - 大相撲力士
- ORANGE RANGE - ロックバンド
- 嘉手苅林昌 - 民謡歌手・故人
- 岸本セシル - ファッションモデル
- 喜納昌吉 - 音楽家、平和活動家、政治家
- 喜友名諒 - 空手家、2020年東京オリンピック空手（男子・形）金メダリスト[23]
- 金城新 - 空手家、世界空手道選手権大会の団体形で、喜友名諒らとともに大会2連覇
- 桑江知子 - 歌手
- 呉屋貴教 - 元プロバスケットボール選手
- 里中茶美 - タレント、歌手
- 佐渡山豊 - シンガーソングライター
- 平良夏芽 - キリスト教牧師
- 澤岻直人 - 元プロバスケットボール選手
- 澤岻安史 - 元プロバスケットボール選手
- 友利翼 - 映画監督
- 長濱陸 - プロボクサー
- 仲村颯悟 - 映画監督
- 西田陽子 - 元バスケットボール選手
- 羽賀研二 - 元タレント、元俳優
- 東峰夫 - 芥川賞作家
- 比嘉梨乃 - アイドル、タレント、女優
- 前原信一 - 元沖縄テレビ放送アナウンサー・常務取締役。現フリージャーナリスト・ウチナンチュ研究家
- MICHI - 歌手、女優
- 満島真之介 - 俳優
- 満島ひかり - 女優[24]
- 宮島真一 - ローカルタレント
- 惠隆之介 - 作家、評論家
- 与座嘉秋 - 元ホーム・チーム（お笑いコンビ）のボケ担当
- 普久原琉 - ラグビー選手（日本大学ラグビー部所属）
- 饒平名悠斗 - ラグビー選手（日本大学ラグビー部所属）
- 与那嶺翼 - 元プロバスケットボール選手
- 松田迅 - アイドル、INIのメンバー
- 具志堅将司 （山里出身）- お笑いコンビわさび、RBCiラジオ「具志堅ストアー」パーソナリティー

### マスコット
- エイ坊 - 沖縄の伝統芸能エイサーのキャラクター

### 名誉市民
- 大山朝常
- 中村哲二郎
- 島袋正雄
- 上与那原寛和

## 沖縄市を撮影した映像作品
- 映画
  - 網走番外地 南国の対決（1966年）[25]
  - ミラクルシティコザ（2022年）[26]
  - 風が通り抜ける道（2024年一般劇場公開/沖縄県後援）

## 関連書籍

### 沖縄市史
- 平田嗣一『美里村史』美里村役所 1962年
- コザ市『コザ市史』コザ市役所 1974年
- 沖縄市史編集委員会『沖縄市史 第二巻 文献にみる歴史』沖縄市役所 1984年
- 沖縄市史編集委員会『沖縄市史 第三巻 民俗編 』沖縄市役所 2015年
- 沖縄市史編集委員会『沖縄市史 第四巻 自然・地理・考古編（ー自然編ー）』沖縄市役所 2007年
- 沖縄市史編集委員会『沖縄市史 第四巻 自然・地理・考古編（ー考古・地理編ー）』沖縄市役所 2008年
- 沖縄市史編集委員会『沖縄市史 第七巻・上 近代統計書にみる歴史』沖縄市役所 1990年
- 沖縄市史編集委員会『沖縄市史 第七巻・下 近代統計書にみる歴史』沖縄市役所 1997年
- 沖縄市史編集委員会『沖縄市史 第八巻・上 近代期の新聞にみる歴史』沖縄市役所 1986年
- 沖縄市史編集委員会『沖縄市史 第八巻・下 近代期の新聞にみる歴史』沖縄市役所 1988年
- 沖縄市史編集委員会『沖縄市史 第八巻・下 近代期の新聞にみる歴史』沖縄市役所 1988年
- 沖縄市史編集委員会『沖縄市史 第八巻・附録 近代期の新聞にみる歴史』沖縄市役所 1990年
- 沖縄市史編集委員会『沖縄市史 第九巻 戦後新聞編』沖縄市役所 1990年

### 文化財調査報告書
- 沖縄市教育委員会『沖縄市文化財調査報告書 第01集 室川貝塚』1978年
- 沖縄市教育委員会『沖縄市文化財調査報告書 第02集 鬼大城の墓』1979年
- 沖縄市教育委員会『沖縄市文化財調査報告書 第03集 尚宣威の墓』1979年
- 沖縄市教育委員会『沖縄市文化財調査報告書 第04集 沖縄市の埋蔵文化財』1981年
- 沖縄市教育委員会『沖縄市文化財調査報告書 第05集 王府おもろ』1982年
- 沖縄市教育委員会『沖縄市文化財調査報告書 第06集 下仲宗根門中の墓』1984年
- 沖縄市教育委員会『沖縄市文化財調査報告書 第07集 白川屋取集落』1984年
- 沖縄市教育委員会『沖縄市文化財調査報告書 第08集 針突 美里地区』1986年
- 沖縄市教育委員会『沖縄市文化財調査報告書 第09集 ふるさと園復元概報』1986年
- 沖縄市教育委員会『沖縄市文化財調査報告書 第10集 泡瀬の京太郎』1986年
- 沖縄市教育委員会『沖縄市文化財調査報告書 第11集 越来グスク』1987年
- 沖縄市教育委員会『沖縄市文化財調査報告書 第12集 針突コザ地区』1990年
- 沖縄市教育委員会『沖縄市文化財調査報告書 第13集 津嘉山森遺跡』1991年
- 沖縄市教育委員会『沖縄市文化財調査報告書 第14集 池原・登川のわらべ歌』1991年
- 沖縄市教育委員会『沖縄市文化財調査報告書 第15集 沖縄市文化財一覧及び分布図』1991年
- 沖縄市教育委員会『沖縄市文化財調査報告書 第16集 カフンジャー橋』1992年
- 沖縄市教育委員会『沖縄市文化財調査報告書 第17集 室川貝塚・東地区』1992年
- 沖縄市教育委員会『沖縄市文化財調査報告書 第18集 与儀・比屋根のわらべ歌』1993年
- 沖縄市教育委員会『沖縄市文化財調査報告書 第19集 胡屋・仲宗根のわらべ歌』1993年
- 沖縄市教育委員会『沖縄市文化財調査報告書 第20集 室川貝塚・崖下地区』1996年
- 沖縄市教育委員会『沖縄市文化財調査報告書 第21集 池原のウスデーク』1997年
- 沖縄市教育委員会『沖縄市文化財調査報告書 第22集 馬上原遺跡』1999年
- 沖縄市教育委員会『沖縄市文化財調査報告書 第23集 むかしばなし（動物昔話）』1999年
- 沖縄市教育委員会『沖縄市文化財調査報告書 第24集 沖縄市文化財一覧及び分布図改訂版』1999年
- 沖縄市教育委員会『沖縄市文化財調査報告書 第25集 越来・美里のわらべ歌』2000年
- 沖縄市教育委員会『沖縄市文化財調査報告書 第26集 むかしばなしⅠ』2001年
- 沖縄市教育委員会『沖縄市文化財調査報告書 第27集 むかしばなしⅡ』2001年
- 沖縄市教育委員会『沖縄市文化財調査報告書 第28集 沖縄市の遺跡』2001年
- 沖縄市教育委員会『沖縄市文化財調査報告書 第29集 山内・諸見里のわらべ歌』2001年
- 沖縄市教育委員会『沖縄市文化財調査報告書 第30集 美東植物目録』2002年
- 沖縄市教育委員会『沖縄市文化財調査報告書 第31集 池原の伝承をたずねて』2004年
- 沖縄市教育委員会『沖縄市文化財調査報告書 第32集 沖縄市中北部の伝承をたずねて』2006年
- 沖縄市教育委員会『沖縄市文化財調査報告書 第33集 森根竹之花原古墓群』2006年
- 沖縄市教育委員会『沖縄市文化財調査報告書 第34集 屋取集落に生きる〜池原・仕明座原遺跡発掘調査報告書』2007年
- 沖縄市教育委員会『沖縄市文化財調査報告書 第35集 沖縄市の伝承をたずねて－東西部編－』2008年
- 沖縄市教育委員会『沖縄市文化財調査報告書 第36集 上地のバーキづくり-與志平朝蒲氏製作バーキ調査報告書－』2008年
- 沖縄市教育委員会『沖縄市文化財調査報告書 第37集 沖縄市基地内文化財』2009年
- 沖縄市教育委員会『沖縄市文化財調査報告書 第38集 沖縄市の伝承をたずねて－本格昔話編－』2009年
- 沖縄市教育委員会『沖縄市文化財調査報告書 第39集 仲宗根遺跡－県道20号線（泡瀬胡屋線）拡大工事に伴う埋蔵文化財発掘調査報告書―』2010年
- 沖縄市教育委員会『沖縄市文化財調査報告書 第40集 沖縄市の伝承をたずねて 笑い話編』2010年